# Массикот
Массико́т (от фр. massicot, оксид свинца), также жёлтый су́рик или свинцо́вая о́хра (нем. bleiocker, англ. lead ochre) — бета-модификация оксида свинца (β-PbO), редкий вторичный минерал, гексагональная форма глёта, — жёлтые кристаллы, стабильные при температуре выше 489 °C, метастабильные при обычной температуре. Определение массикота как ромбической модификации глёта произошло только в 1840-х годах, хотя это вещество под таким названием известно с позднего средневековья. Есть также отдельные свидетельства, что это вещество использовали в Древнем Риме. Глёт и массикот могут обратимым образом переходить друг в друга путём контролируемого нагревания или охлаждения.
Массикот более известен не как минерал, а в своей искусственной порошковой форме как жёлтый пигмент или промежуточный продукт промышленного производства. При комнатной температуре массикот образует мягкую землистую массу от жёлтого до красновато-желтого цвета. Как природный минерал массикот встречается лишь в небольших количествах, значительно реже глёта. В настоящее время массикот массово образуется при промышленной переработке свинца и оксидов свинца, особенно в стекольной промышленности, которая является крупнейшим потребителем оксидов свинца.

## Название
Название массикот было заимствовано из раннеарабского языка через испанское слово «mazacote», а при следующем заимствовании искажено до французского massicot — так называли оксид свинца.
Полная характеристика минерала и определение массикота как ромбической модификции β-PbO произошло достаточно поздно, в Германии в 1841 году при анализе шлаков свинцового завода Бинсфельдхаммер, Штольберг, Аахен (Северный Рейн-Вестфалия). Однако сам по себе минерал и вещество массикот, а также название массикот было широко известно со времён позднего средневековья. Имеются также сохранившиеся свидетельства использования массикота в Древнем Риме, начиная с IV в. до нашей эры.:166 В частности, известно, что римлянам было известно три формы оксида свинца: сурик, глёт и массикот.
Кроме научно принятого современного термина массикот, β-оксид свинца также фигурировал в разные времена под массой других тривиальных названий. Вот некоторые из них: свинцовый глёт, жёлтый сурик, бляйгельб (из немецкого), королевская желть, свинцовая жёлтая, искусственный сандарак, золотистый сандикс, жжёные свинцовые белила, красновато-жёлтый цуган.:166

## Свойства

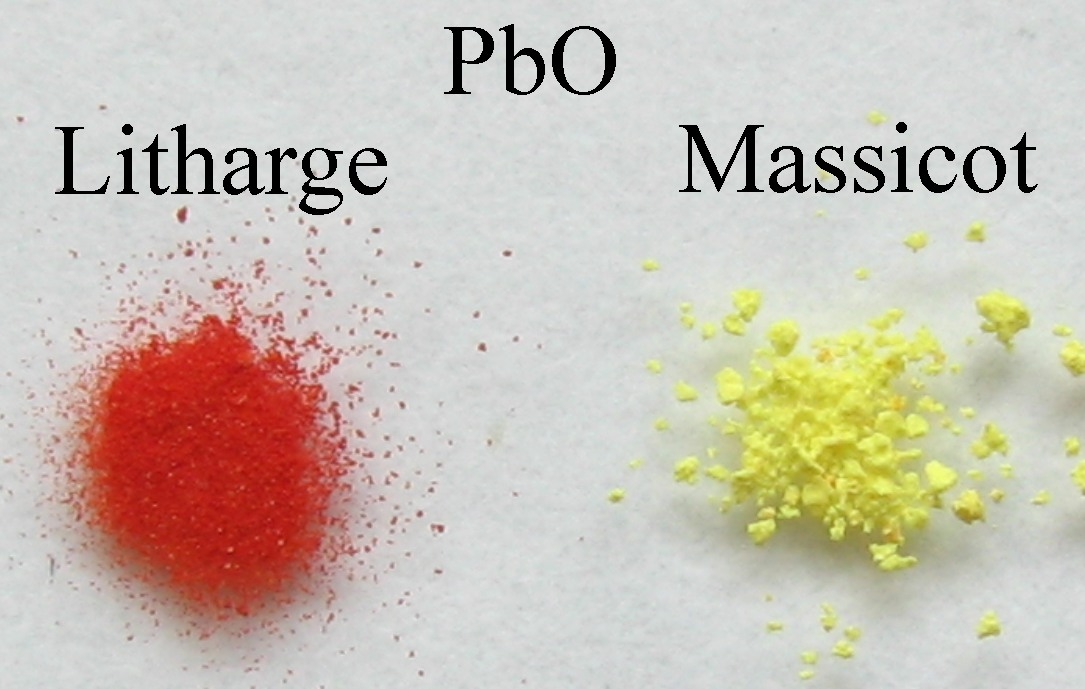
Две формы оксида свинца в виде пигмента
(глёт и массикот)

Оксид свинца существует в двух изотропных модификациях с точкой перехода около 489 °C; ниже этой температуры устойчива красная тетрагональная α-модификация (глёт), а выше — жёлтая ромбическая β-форма (массикот). При стандартных условиях жёлтая модификация на свету медленно превращается в красную.:885 При неярком освещении массикот метастабилен. Путём контролируемого нагревания и охлаждения оксид свинца можно перевести из массикота в глёт и обратно, эта реакция многократно обратима. При комнатной температуре массикот образует мягкую (с твёрдостью 2 по шкале Мооса), землистую, чешуйчатую массу. Цвет порошка от бледно-жёлтого до красновато-жёлтого цвета, массы очень плотные, расчётный удельный вес 9,64 (реальный — 9,56).
В качестве природного минерала массикот встречается не часто и не образует больших скоплений, тем не менее, до середины XX века он оставался общеизвестным рудным минералом свинца. Чаще всего образует чешуйчатые, землистые или плотные скрытокристаллические агрегаты. Плеохроизм видимый, от светлого серно-жёлтого до темно-жёлтого. В проходящем свете от почти бесцветного до бледно-желтого. В современное время массикот постоянно образуется в промышленных масштабах при переработке свинца и оксидов свинца, более всего — при производстве многих сортов стекла, где оксид свинца представляет собой традиционный компонент.
Классический способ получения массикота — при накаливании гидроксида свинца. Кроме того, при медленном окислении или слабом нагревании металлический свинец также переходит в порошкообразную несплавленную окись, β-модификацию оксида свинца. В лабораторных условиях проще всего получить массикот при прокаливании нитрата или гидроксида свинца. Он имеет бледноватый жёлтый цвет, и смоченный водою труднее, чем глет, притягивает угольную кислоту воздуха, причина чего зависит, вероятно, от образования на поверхности части двуокиси свинца, на которую кислоты не действуют. Во всяком случае, окись свинца сравнительно легко растворяется в азотной и уксусной кислотах. В воде массикот растворим очень мало, однако сообщает ей щелочную реакцию...:885

## Генезис и месторождения

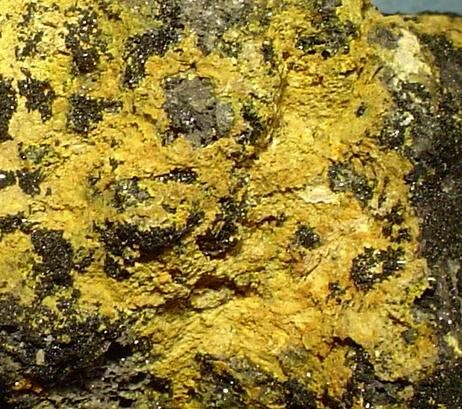
Массикот (рудник Монте-Кристо, Невада, 5х4 см.)

Массикот распространён широко, хотя встречается, как правило, в небольших количествах. Он постоянно образуется в качестве продукта окисления других свинцовосодержащих минералов, таких как галенит, бурнонит, буланжерит, как в природе, так и при промышленной переработке. Сопутствующие парагенетические минералы церуссит, глёт, сурик, вульфенит, валентинит и лимонит.
Типовое месторождение, по которому массикот был установлен и описан — шлаки свинцового завода Бинсфельдхаммер (Штольберг, Аахен, Кельн, Северный Рейн-Вестфалия, Германия). Наиболее известные месторождения находятся в Германии (Фрайберг, Саксония; Грайфенштайн, Нассау). Во Франции — в Мальме (Гар); Элли (Верхняя Луара); в рудниках Ла Гардетт, Бур д’Уазан (Изер). Известное мексиканское месторождение массикота — на вулкане Попокатепетль (Пуэбла); а также в Карачиласе (Нижняя Калифорния) и Торнакустле (Идальго). В США, прежде всего, в штате Калифорния (округ Иньо) и на пике Кукамонга (округ Сан-Бернардино); а также несколько известных рудников в Аризоне. Известен также тасманийский массикот из Дандаса.
В Крыму, на Керченском полуострове некоторое время добывали массикот около грязевого вулкана Бурашский. На Южном Урале (в Челябинской области) массикот отмечен на свинцово-цинково-золоторудном месторождении Андреевское.

## Применение
Оксид свинца в обеих модификациях весьма ядовит. Как и многие другие соединения этого тяжёлого металла, массикот относится ко 2-му классу опасности (высокоопасное). Долгое время массикот был промежуточным продуктом для промышленного получения сурика, посредством не слишком сильного нагревания массикота при доступе воздуха. Для этих целей выстраивались двухэтажные реакторные печи. На нижнем этаже свинец окислялся до массикота, а на верхнем, имеющем более низкую температуру (около 300°), массикот превращался в сурик.:894
Применение массикота в живописи было известно ещё в древнем Египте. В древнем Риме массикот или, как его тогда называли, искусственный сандарак, сандикс, был, по утверждению Плиния и Витрувия, широко распространённой жёлтой краской. В XII веке также пресвитер Теофил неоднократно упоминает массикот среди прочего числа известных ему живописных красок. Западноевропейские художники XV-XVI вв., в особенности итальянцы, испанцы, фламандцы и голландцы, постоянно пользовались массикотом.:229

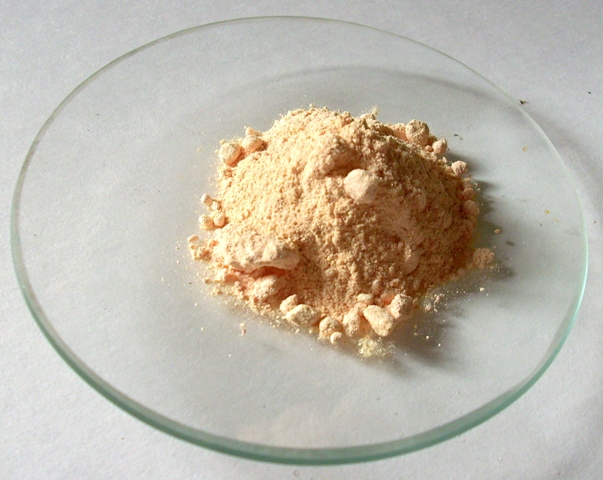
Порошок массикота

Самые распространённые жёлтые краски в итальянской живописи XV-XVI веков готовились на основе металлического сплава свинца и олова. Известные еще древним римлянам, рецепты приготовления жёлтых пигментов были обновлены и развиты на исходе Средневековья. В них использовалось разное соотношение свинца и олова, а также различная температура для их сплавления. Если доля олова была небольшая, температура могла быть более низкой, в диапазоне от 300° до 600 °C. Получаемый таким образом пигмент назывался массикотом, или королевской желтью. Краска была очень хороша по цвету и укрывистости, однако не отличалась стойкостью. Она постепенно блёкла на свету, а со временем могла чернеть (особенно, в присутствии сероводорода или сульфидных красок в смеси) или приобретать зеленоватый оттенок. Кроме того, дурным свойством массикота была его ядовитость.:82
На территории России в XV-XVII вв. и позднее массикот чаще всего называли жёлтым суриком или жжёными свинцовыми белилами, при реставрационных работах он был обнаружен, в частности, во фресках Спасо-Преображенья за Волгой в Костроме, исполненных в конце ХѴІІ в.:178
Массикот, как и большинство других свинцовых красок, несветоустойчив и не стоек к действию внешних атмосферных влияний, кислот, сероводорода и высоких температур.:178 Нестойкость и другие отрицательные качества массикота как пигмента постепенно привели к его почти полному вытеснению из живописи, исключая разве что специализированные реставрационные исторические работы. Сегодня массикот принадлежит к числу анормальных красок живописи, особено — масляной.:229 В настоящее время массикот применяется художниками главным образом в качестве сиккатива при варке олиф.:229